# Amanda Selwyn
Amanda Selwyn ist eine US-amerikanische Tänzerin, Choreographin und Tanzpädagogin.
Selwyn studierte Theater und Tanz an der Northwestern University (Bachelor) und an der Tisch School of the Arts der New York University (M. A.). 2000 gründete sie das Amanda Selwyn Dance Theatre, das sie seitdem leitet und mit dem sie mehr als ein Dutzend abendfüllende Originalwerke und zahlreiche kürzere Choreographien aufführte. Daneben choreographierte sie auch für das Theater und leitete Off-Broadway-Produktionen. Ihre Choreographien wurden u. a. beim Choreographer’s Lab in Jacob’s Pillow, beim DUMBO Dance Festival, COOL NY, beim Wassaic Dance Festival, dem WestFest, dem Movement Research, dem Dance Teacher Summit und den Earth Celebrations gezeigt. Das zwanzigjährige Bestehen ihrer Kompagnie beging sie 2020 mit dem Stück Hindsight . Ausgezeichnet wurde sie u. a. mit Preisen des New York State Council on the Arts, des Department of Cultural Affairs von New York, des Bronx Arts Council und der Dizzy Feet Foundation.
Sie unterrichtete Tanz in  Israel am Israel-Museum  und im Arad Community Center, am Berkshire Institute for Music and Arts (BIMA), an der Brearley School, der Brooklyn Friends School, der Beit Rabban School, der Solomon Schechter School und bei der New Acting Company und leitet eine Meisterklasse für Choreographie an der Temple University.

## Werke
- Crossroads
- Refuge
- Renewal
- It’s a Game
- Detour
- Five Minutes
- Passage
- Undercurrent
- Hearsay
- Interiors
- Disturbance
- Salut
- Tilt
- Tidal
- Shift
- Siren
- Contradicting Unity
- Save My Spot
- Hold On
- Momentum
- Behind Us
- Hindsight

## Weblink
- Amanda Seldwyn Dance Theatre